# لیوبوف کوزیروا (بازیکن والیبال)
لیوبوف کوزیروا (انگلیسی: Lyubov Kozyreva؛ زادهٔ ۱۲ دسامبر ۱۹۵۶) بازیکن والیبال اهل اتحاد جماهیر شوروی سوسیالیستی بود.